# 제다이 인구조사 현상
제다이 인구조사 현상은 2001년에 영어를 쓰는 몇몇 나라의 시민들이 인구조사에서 자신들의 종교를 스타 워즈 시리즈에 나오는 가상의 종교인 제다이라고 답변한, 일종의 장난이다. 인구 조사에 제다이가 나타난 것은 2001년이 처음이다.
이 운동은 인구 조사에서 종교를 '제다이'(Jedi)라고 답변하여 제다이를 정부에 의해 정식으로 인정된 종교로 만들자는 내용의 전자 편지를 돌림으로써 확산되었다. 이 움직임은 재미로, 인구 조사에 반발하거나 조롱하기 위해, 또는 자신이 제다이 기사였으면 좋겠다는 욕망 등에 의해 동의를 얻었다.
오스트레일리아의 2001년 인구 조사에서는 70,000여 명이, 캐나다에서는 20,000여 명이 종교가 제다이라고 답했다.
제다이 비율이 가장 높은 나라는 뉴질랜드로, 전체 인구의 1.3%인 53,000여 명이 제다이를 믿는다고 응답하여 불교와 힌두교를 제치고 기독교에 이어 두 번째로 큰 종교로 기록되었다. 종교를 가지지 않는다고 응답한 사람과 무응답자를 포함한 종교의 비율은 다음과 같다.
1. 기독교: 58.9%
2. 종교없음: 29.6%
3. 응답거부: 6.9%
4. 제다이: 1.3%
5. 불교: 1.2%
6. 힌두교: 1.2%

잉글랜드와 웨일스의 2001년 인구 조사에서는 39만여 명이 제다이라고 응답해, 유대교를 제치고 네 번째로 가장 큰 종교로 기록되었다. 이 제다이 ‘교도’들은 특히 학생들이 많은 지역에 분포되어 있었다. 종교를 가지지 않는다고 응답한 사람과 무응답자를 포함한 종교의 비율은 다음과 같다.
1. 기독교: 72.0 %
2. 종교없음: 14.8 %
3. 무응답: 7.7 %
4. 이슬람교: 3.1 %
5. 힌두교: 1.1 %
6. 제다이: 0.7 %

하지만 제다이는 어느 나라에서도 정식으로 종교로 인정되지 않고 있다. 영국에서는 제다이를 분류하기 위한 고유 식별 코드가 있는데, 영국 통계청(Office for National Statistics)의 직원에 따르면, 식별 코드는 종교 란에 자주 나타나는 답변을 분류하기 위한 것이지 정식 종교로 인정한다는 것을 나타내지는 않는다고 한다. 영국에는 정식 종교의 개념이 없다.
영국 통계청의 수석 보고 및 분석관 존 풀링거(John Pullinger)는 인구 집계에 전혀 응답하지 않은 사람 중에서도 제다이 난만 쓴 사람이 많다면서 이 장난이 인구 조사의 질을 실제로 향상시켰다고 말했다.

## 같이 보기
- 제다이교
- 기권표